# Richard Burton
Richard Burton CBE (nascut el 10 de novembre de 1925 a Ponthrydyfen i mort el 5 d'agost de 1984 a Ginebra als 58 anys) va ser un actor gal·lès.

## Biografia
De nom Richard Walter Jenkins, Richard Burton, neix el 10 de novembre de 1925 al poble de Ponthrydyfen, prop de Port Talbot, a Gal·les. És el dotzè dels tretze fills de Richard Walter Jenkins (1876- 1957) i Edith Thomas (1883- 1927). Creix en una comunitat de miners de confessió presbiteriana, on el gal·lès és la llengua d'ús. La mare de Richard Burton mor arran d'una febre puerperal després d'haver donat llum a Graham (1927). La seva germana gran, Cecilia, pren cura d'ell i el cria amb el seu marit, Elfed James.
Ben aviat, Richard es revela molt bon alumne i s'apassiona per a la poesia i l'escriptura. Però a l'edat de setze anys, és forçat a deixar l'escola i a trobar un treball. El seu antic professor, Philp Burton, que reconeix el seu talent i l'anima a perdre el seu accent gal·lès, l'adopta legalment i li permet tornar a estudiar. Richard llavors es converteix en Richard Burton. El 1943, és autoritzat a entrar per a sis mesos al Col·legi d'Exeter, al si de la prestigiosa Universitat d'Oxford, perquè pertany a la Royal Air Force.
El 1952, Richard Burton es fa cèlebre pel seu paper en My Cousin Rachel, de Henry Koster, que li valdrà una nominació en els Oscars. El 1954, debuta a la ràdio com a narrador de Under milk wood, de Dylan Thomas, paper que reprendrà en el cinema vint anys més tard. És en el transcurs del rodatge de Cleopatra on Richard coneixerà Elizabeth Taylor, amb la qual mantindrà una relació més que tempestuosa molt mediatitzada.
Insomne i alcohòlic notori, Richard Burton es casarà cinc vegades, dues vegades amb Elizabeth Taylor. El 5 de febrer de 1949, es casa amb Sybil Williams, amb qui tindrà dos fills: Kate Burton (10 de setembre de 1957), i Jessica Burton, (1960), nascuda autista. El 5 de desembre de 1963, es divorcia per tal de poder casar-se amb la seva mestra Elizabeth Taylor el 15 de març de 1964. Junts, adoptaran una noia, Maria, nascuda a Alemanya el 1961. Després d'un primer divorci el 26 de juny de 1974, Richard i Elizabeth es casen de nou el 10 d'octubre de 1975 i es divorcien de nou 1 d'agost de 1976. De 1976 a 1982, Richard està casat amb Susan Hunt; el matrimoni se salda també amb un divorci. Finalment, el 3 de juliol de 1983, Richard es casa amb Sally Hay, que compartirà la seva vida fins a la seva mort.
A bord d'un vol que el porta de Mèxic a Califòrnia, Richard Burton és assegut al costat d'un jove que treballa en màrqueting, però que està molt interessat per l'ofici d'actor. Li aconsella abandonar tot i dedicar-se de manera única al cinema si vol triomfar. El jove home en qüestió no és altre que Kevin Costner, que, aparentment, ha seguit al peu de la lletra els consells de Richard Burton...
Richard Burton mor sobtadament d'una hemorràgia cerebral el 5 d'agost de 1984 a Céligny cantó de Ginebra, on és enterrat al vell cementiri al costat de l'escriptor Alistair Maclean.

## Vida personal

### Matrimonis i relacions
Burton es va casar cinc vegades, dues vegades consecutives amb Taylor. Des de 1949 fins a 1963, va estar casat amb Sybil Williams, amb qui va tenir dues filles, Kate (nascuda el 1957) i Jessica Burton (nascuda el 1959).
Els matrimonis de Burton amb Taylor van durar del 15 de març de 1964 al 26 de juny de 1974 i del 10 d'octubre de 1975 al 29 de juliol de 1976. El seu primer casament va ser a l’hotel Ritz-Carlton de Mont-real. Sobre el seu matrimoni, Taylor va proclamar: «Estic tan feliç que no t'ho pots creure. Aquest matrimoni durarà per sempre». El seu segon casament va tenir lloc 16 mesos després del seu divorci, al parc nacional de Chobe a Botswana. Taylor i Eddie Fisher van adoptar una filla d'Alemanya, Maria McKeown (nascuda el 1961), que va ser readoptada per Burton després que ell i Taylor es casessin. Burton també va tornar a adoptar Taylor i la filla del productor Mike Todd, Elizabeth Frances Liza Todd (nascuda el 1957), que havia estat adoptada per primera vegada per Fisher.
La relació que Burton i Taylor van retratar a la pel·lícula Who's Afraid of Virginia Woolf? popularment es va comparar amb el seu matrimoni de la vida real. Burton no estava d'acord amb els altres sobre la famosa bellesa de Taylor, dient que anomenar-la «la dona més bella del món és una absurditat absoluta. Té uns ulls meravellosos, però té una barbeta doble i un pit sobredesenvolupat, i és més aviat baixa a la cama». L'agost de 1976, un mes després del seu segon divorci amb Taylor, Burton es va casar amb la model Suzy Miller, l'antiga dona del campió de Fórmula 1 James Hunt; el matrimoni va acabar en divorci el 1982. Des de 1983 fins a la seva mort el 1984, Burton es va casar amb una assistent de producció independent Sally Hay.
El 1974, entre el seu divorci i el seu nou matrimoni amb Taylor, es va comprometre breument amb la princesa Isabel de Iugoslàvia.
El 1957, Burton havia guanyat un total de 82.000 lliures amb Prince of Players, The Rains of Ranchipur i Alexandre el Gran, però només va aconseguir quedar-se amb 6.000 lliures per a despeses personals a causa dels impostos imposats pel govern conservador aleshores. Com a resultat, va consultar el seu advocat, Aaron Frosch, que li va suggerir que es traslladés a Suïssa, on el pagament d'impostos era comparativament menor. Burton va accedir al suggeriment de Frosch i es va traslladar amb Sybil el gener de 1957 a Céligny, Suïssa, on va comprar una vila. En resposta a les crítiques del govern britànic, Burton va comentar: «Crec que tothom els hauria de pagar, excepte els actors». Burton hi va viure fins a la seva mort. El 1968, el germà gran de Burton, Ifor, va relliscar i va caure, trencant-se el coll, després d'una llarga sessió de begudes amb Burton a Céligny. La lesió el va deixar paralitzat de coll cap avall. El seu germà petit Graham Jenkins va especular que la culpa per això podria haver fet que Burton comencés a beure molt, sobretot després de la mort d'Ifor el 1972.
En una entrevista de febrer de 1975 amb el seu amic David Lewin, va dir que va provar l'homosexualitat. També va suggerir que potser tots els actors eren homosexuals latents i ho tapem amb beguda. L'any 2000, la biografia d'Elizabeth Taylor d’Ellis Amburn va suggerir que Burton va tenir una aventura amb Olivier i va intentar seduir Eddie Fisher, tot i que el germà petit de Burton, Graham Jenkins, ho va negar fermament.
Burton admirava i es va inspirar en l'actor i dramaturg Emlyn Williams. Va emprar el seu fill, Brook Williams, com el seu assistent personal i assessor, i li van donar petits papers en algunes de les pel·lícules en què va protagonitzar Burton.

### Punts de vista personals
Políticament, Burton va ser un socialista de tota la vida, encara que mai va estar tan involucrat en la política com el seu amic íntim Stanley Baker. Admirava el senador demòcrata Robert F. Kennedy i una vegada va participar en un concurs de citacions de sonets amb ell.
El 1972, Burton va interpretar a Leon Trotsky a L'assassinat de Trotsky. L'any següent, va acceptar interpretar a Josip Broz Tito en una biografia cinematogràfica, ja que admirava el líder iugoslau. Mentre filmava a Iugoslàvia, va proclamar públicament que era comunista, dient que no sentia cap contradicció entre guanyar grans sumes de diners per pel·lícules i tenir opinions d'esquerres, ja que «a diferència dels capitalistes, jo no exploto els altres».
El novembre de 1974, Burton va ser expulsat permanentment de les produccions de la BBC per haver escrit dos articles de diaris que qüestionaven la seny de Winston Churchill i d'altres al poder durant la Segona Guerra Mundial. Burton va informar que els odiava virulentament per la suposada promesa d'exterminar tots els japonesos del planeta. La publicació d'aquests articles va coincidir amb el que hauria estat el 100è any des del naixement de Churchill i va arribar després que Burton l'hagués interpretat de manera favorable a A Walk with Destiny.
Sobre les seves opinions religioses, Burton era un ateu, afirmant: «M'agradaria poder creure en un Déu d'algun tipus, però simplement no puc».

### Problemes de salut
Burton era un gran fumador. En una entrevista de desembre de 1977 amb Sir Ludovic Kennedy, Burton va dir que fumava entre 60 i 100 cigarrets al dia. Segons el seu germà petit, com s'indica al llibre de 1988 de Graham Jenkins Richard Burton: My Brother, fumava almenys 100 cigarrets al dia. Després que el seu pare morís d'una hemorràgia cerebral el març de 1957, Burton es va negar a assistir al seu funeral. Burton també va ser alcohòlic la major part de la seva vida adulta. Segons el biògraf Robert Sellers, «En el moment àlgid de la seva beguda a mitjans dels anys 70, tornava a tirar de tres a quatre ampolles de licor fort al dia».
Després de gairebé morir-se bevent durant el rodatge de The Klansman (1974), Burton es va assecar al Saint John's Health Center de Santa Mònica, Califòrnia. Burton estava suposadament ebri mentre feia la pel·lícula, i moltes de les seves escenes es van haver de filmar amb ell assegut o estirat a causa de la seva incapacitat per mantenir-se dret. En algunes escenes, sembla insultar les seves paraules o parlar de manera incoherent. Burton va dir més tard que no recordava haver fet la pel·lícula. El coprotagonista OJ Simpson va dir: «Hi hauria moments en què no es podria moure».
Segons els seus diaris, Burton va utilitzar Antabuse per intentar aturar el seu consum excessiu d'alcohol, que va culpar d'haver destrossat el seu matrimoni amb Taylor. El mateix Burton va dir del temps que va conduir a la seva gairebé pèrdua de la vida: «Vaig estar bastant llaunat durant cinc anys. Vaig estar allà dalt amb John Barrymore i Robert Newton. Els fantasmes d'ells estaven mirant per sobre de la meva espatlla». Va dir que va recórrer a l'ampolla per consol «per cremar la planitud, la mort rancia, buida i avorrida que un sent quan surt de l'escenari». La biografia de Melvyn Bragg de 1988 ofereix una descripció detallada dels molts problemes de salut que van afectar Burton al llarg de la seva vida. En la seva joventut, Burton era conegut per ser excepcionalment fort i atlètic.
A l'edat de 41 anys, la seva salut havia empitjorat tant que, per la seva pròpia admissió, els seus braços eren prims i febles. Va patir de bursitis, possiblement agreujada per un tractament defectuós, artritis, dermatitis, cirrosi hepàtica i malaltia renal, a més de desenvolupar, a mitjans dels quaranta, una coixesa pronunciada. Quant d'això es va deure a la seva ingesta d'alcohol és impossible d'esbrinar, segons Bragg, a causa de la reticència de Burton a ser tractat per l'alcoholisme. El 1974, Burton va passar sis setmanes en una clínica per recuperar-se d'un període durant el qual havia begut tres ampolles de vodka al dia. Els problemes de salut van continuar afectant-lo fins a la seva mort.

### Empitjorament de la salut i mort

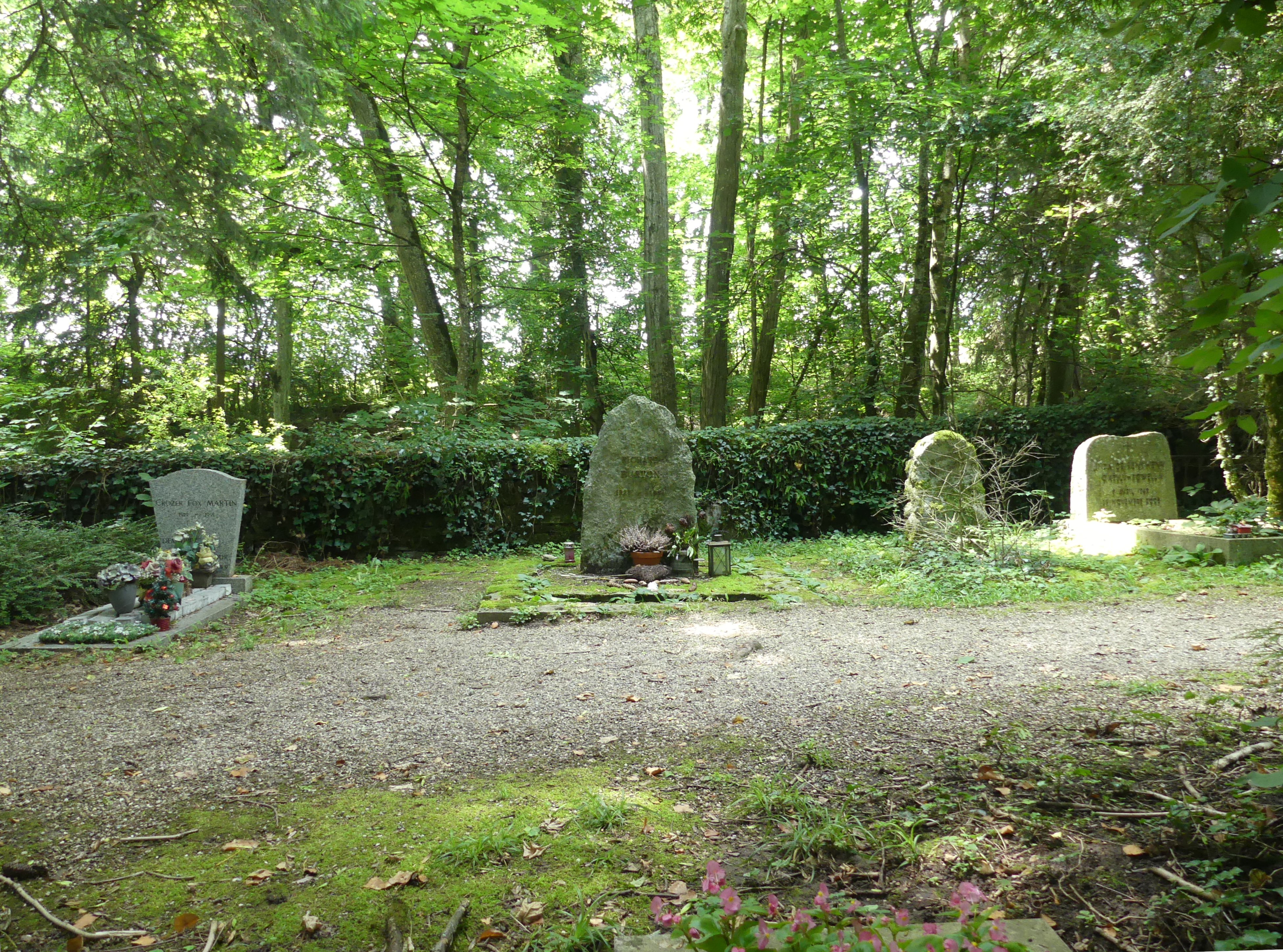
La tomba de Burton, a pocs passos de la tomba d’Alistair MacLean

Burton va morir per una hemorràgia intracerebral el 5 d'agost de 1984 a la seva casa de Céligny, Suïssa, als 58 anys. Tot i que la seva mort va ser sobtada, la seva salut s'havia anat deteriorant durant uns quants anys, i patia un dolor cervical constant i intens. Ja el març de 1970, se li havia advertit que el seu fetge estava engrandit, i li van diagnosticar cirrosi i malaltia renal l'abril de 1981.
Burton va ser enterrat al Cementiri Vell (Vieux Cimetière) de Céligny amb una còpia dels poemes de Dylan Thomas.
Burton va deixar una propietat per valor de 4,58 milions de dòlars (equivalent a 13,861 milions de dòlars del 2024). La major part del seu patrimoni consistia en béns immobles, inversions en tres països i obres d'art. La major part dels seus béns van ser llegats a la seva vídua.

## Carrera
Richard Burton va ser nominat set vegades per a un Oscar, però no en va guanyar cap. Primerament, el 1952 en la categoria Oscar al millor actor secundari per a la seva actuació a My Cousin Rachel. Després, ha estat nominat sis vegades en la categoria Oscar al millor actor: el 1953 per a La túnica sagrada, el 1964 per a Becket, el 1965 per a The Spy Who Came in from the Cold, el 1966 per a Qui té por de Virginia Woolf?, el 1969 per a Anna dels mil dies i finalment el 1977 per a Equus.

### Cinema
- Now Barabbas (1949)
- The Last Days of Dolwyn (1949)
- The Woman with No Títol (1949)
- Waterfront (1950)
- Green Grow the Rushes (1951)
- My Cousin Rachel (1952)
- The Desert Rats (1953)
- La túnica sagrada (The Robe) (1953)
- Thursday's Children (1954) (paper curt) (narrador)
- Prince of Players (1955)
- The Rains of Ranchipur (1955)
- Alexander the Great (1956)
- Bitter Victory (1957)
- Sea Wife (1957)
- Look Back in Anger (1958)
- Somni d'una nit d'estiu (1959) (narrador)
- Imperi de titans (Ice_Palace) (1960)
- The Bramble Bush (1960)
- The Tempest (1960)
- Dylan Thomas (1962) (paper curt)
- El dia més llarg (1962)
- Cleopatra (1963)
- The V.I.P.s (1963)
- Zulu (1964) (narrador)
- Becket (1964)
- La nit de la iguana (The Night of the Iguana) (1964)
- Hamlet (1964)
- Com va això, gateta? (What's New Pussycat?) (1965) (Cameo)
- Castells a la sorra (The Sandpiper) (1965)
- The Spy Who Came in from the Cold (1965)
- Qui té por de Virginia Woolf? (Who's Afraid of Virginia Woolf?) (1966)
- L'amansiment de la fúria (The Taming of the Shrew) (1967) (També fa de productor)
- Doctor Faustus (1967) (també fa de productor i director)
- The Comedians (1967)
- Boom!  (1968)
- El desafiament de les àguiles (Where Eagles Dare) (1968)
- Candy (1968)
- L'escala (Staircase) (1969)
- Anna dels mil dies (Anne of the Thousand Days) (1969)
- Raid on Rommel (1971)
- Villain (1971)
- Under Milk Wood (1972)
- The Assassination of Trotsky (1972)
- Bluebeard (1972)
- Hammersmith Is Out (1972)
- Represàlia (1973)
- Sutjeska (1973), també coneguda com The Fifth Offensive i The Battle of Sutjeska
- Els homes del clan (The Klansman) (1974)
- El viatge (1974)
- Brief Encounter (1974)
- Exorcist II: The Heretic (1977)
- Equus (1977)
- Absolution (1978), també coneguda com a Murder by Confession
- The Wild Geese (1978)
- The Medusa Touch (1978)
- Breakthrough (1979)
- Circle of Two (1980)
- Lovespell (1981)
- Nineteen Eighty-Four (1984)

### Teatre
- 1943: Druid's Rest d'Emlyn Williams
- 1944: Mesure for Mesure de Nevill Coghill
- 1948: Castle Anna de Daphne Rye
- 1949: The Lady’s not for Burning de John Gielgud
- 1950: The Boy With a Cart de John Gielgud
- 1950: A Phoenix too Frequent de Christopher Fry
- 1950: The Lady’s not for Burning de John Gielgud
- 1951: Henry IV d'Anthony Quayle
- 1951: Henry V d'Anthony Quayle
- 1951: The Tempest de Michael Benthall
- 1951: Legend of Lovers de Peter Ashmore
- 1952: Montserrat de Michael Benthall
- 1953: Hamlet de Michael Benthall
- 1953: Coriolan de Michael Benthall
- 1953: Hamlet de Michael Benthall
- 1953: King John de George Devine
- 1953: The Tampest de Robert Helpmann
- 1953: Twelfth Night de Michael Benthall
- 1955: Henry V de Michael Benthall
- 1956: Othello de Denis Carey
- 1957: Time Remembered d'Albert Marre
- 1960: Camelot de Moss Hart
- 1964: Hamlet de John Gielgud
- 1966: Doctor Faustus de Nevill Coghill
- 1970: Equus de John Dexter
- 1980: Camelot de Frank Dunlop
- 1983: Private Lives de Milton Katselas

## Premis i nominacions

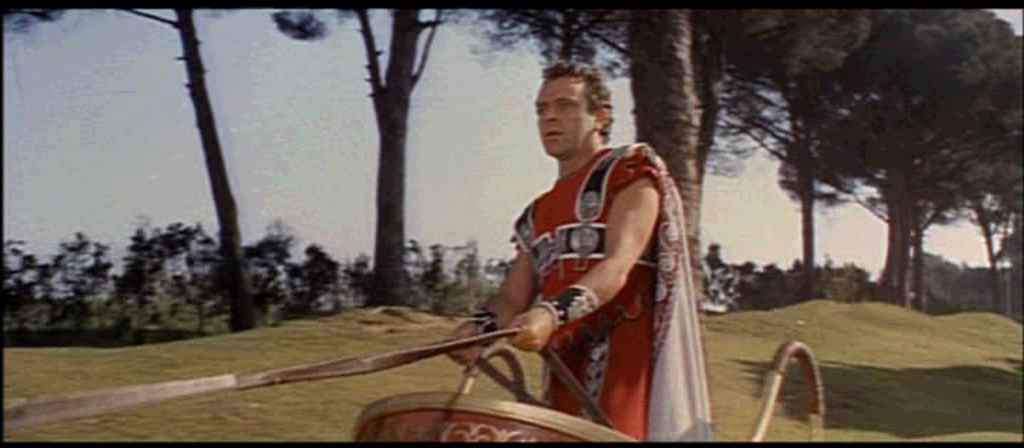
Richard Burton a Cleopatra (1963)

### Premis
- 1953: Globus d'Or a la millor promesa masculina per My Cousin Rachel
- 1961: Premi Tony al millor actor protagonista de musical per Camelot
- 1967: BAFTA al millor actor per Qui té por de Virginia Woolf? i The Spy Who Came in from the Cold
- 1974: Grammy a la millor gravació infantil per The Little Prince
- 1978: Globus d'Or al millor actor dramàtic per Equus

### Nominacions
- 1953: Oscar al millor actor secundari per My Cousin Rachel
- 1954: Oscar al millor actor per The Robe
- 1960: BAFTA al millor actor per Look Back in Anger
- 1960: Globus d'Or al millor actor dramàtic per Look Back in Anger
- 1965: Oscar al millor actor per Becket
- 1965: Globus d'Or al millor actor dramàtic per Becket
- 1966: Oscar al millor actor per The Spy Who Came in from the Cold
- 1967: Oscar al millor actor per Qui té por de Virginia Woolf?
- 1967: Globus d'Or al millor actor dramàtic per Qui té por de Virginia Woolf?
- 1968: BAFTA al millor actor per The Taming of the Shrew
- 1968: Globus d'Or al millor actor musical o còmic per The Taming of the Shrew
- 1970: Oscar al millor actor per Anna dels mil dies
- 1970: Globus d'Or al millor actor dramàtic per Anna dels mil dies
- 1978: Oscar al millor actor per Equus
- 1985: Primetime Emmy al millor actor secundari en sèrie o especial per Ellis Island